# Italo-tunisini

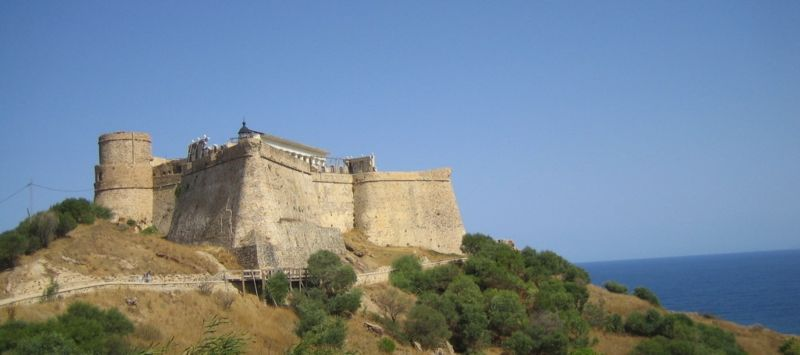
Forte genovese nell'isola di Tabarka, vicino a Biserta.

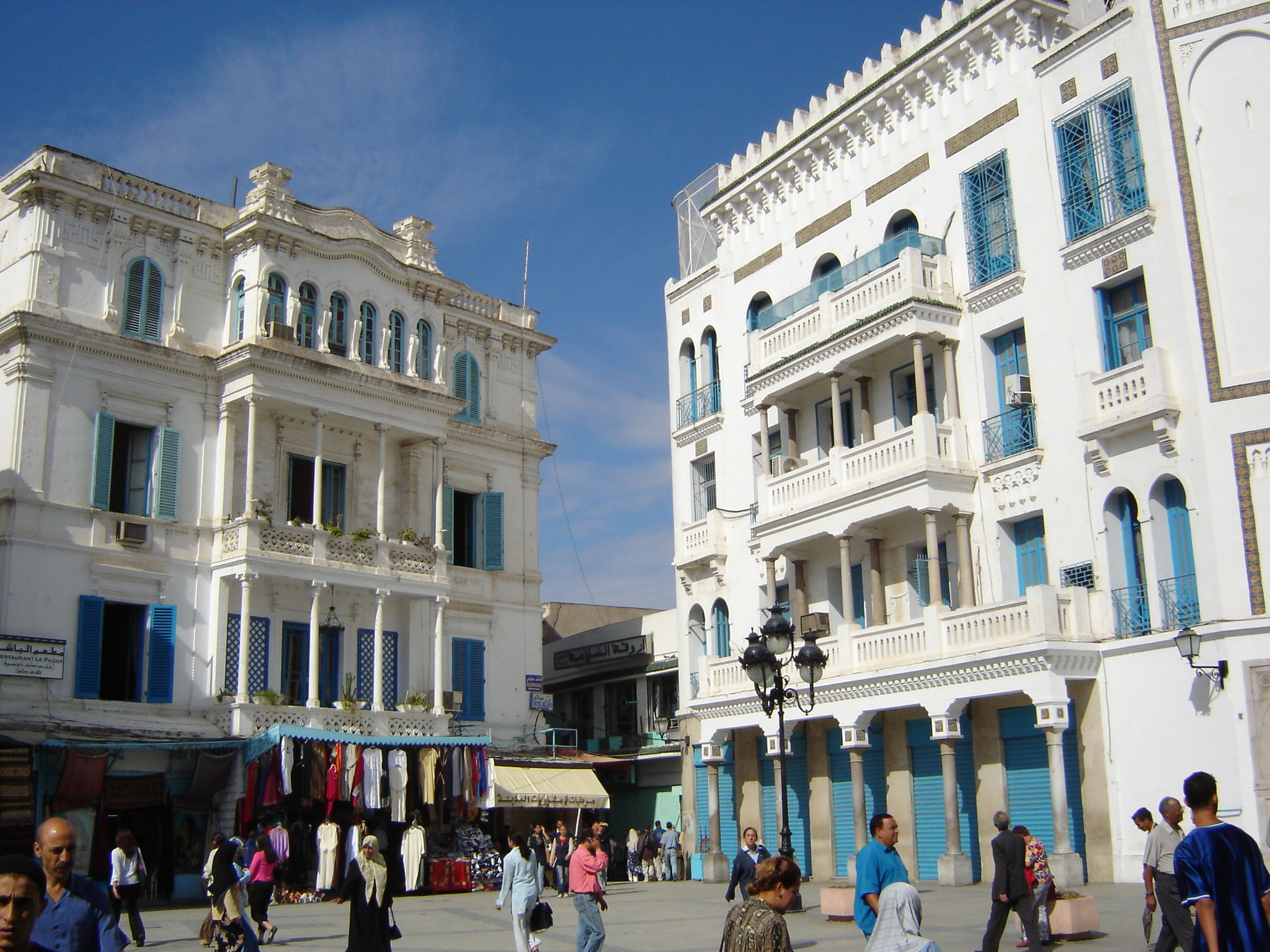
Edifici di Tunisi con caratteristiche dello stile "Liberty" italiano.

Gli italo-tunisini sono una comunità di italiani emigrati in Tunisia nel corso dei secoli. Durante il XX secolo nel ventennio 1930-1950 formarono un'ampia comunità che contava oltre 100000 residenti in territorio tunisino. Gli italiani si integrarono con i colonizzatori francesi e abbandonarono per la quasi totalità il Paese dopo l'indipendenza.

## Storia
Fin dal 1150 Ruggero II di Sicilia aveva esteso il suo regno anche alle coste del Maghreb, occupando Tunisi e Tripoli; il sovrano tentò di promuovere nella regione nuovi insediamenti cristiani allo scopo di proteggere la modesta popolazione cristiana già esistente. A partire dalla fine del XVI secolo, emigrarono da Livorno verso Tunisi numerosi ebrei, prevalentemente sefarditi, che crearono attivi scambi commerciali con l'Italia fino ai tempi napoleonici.

### Insediamento ligure a Tabarca

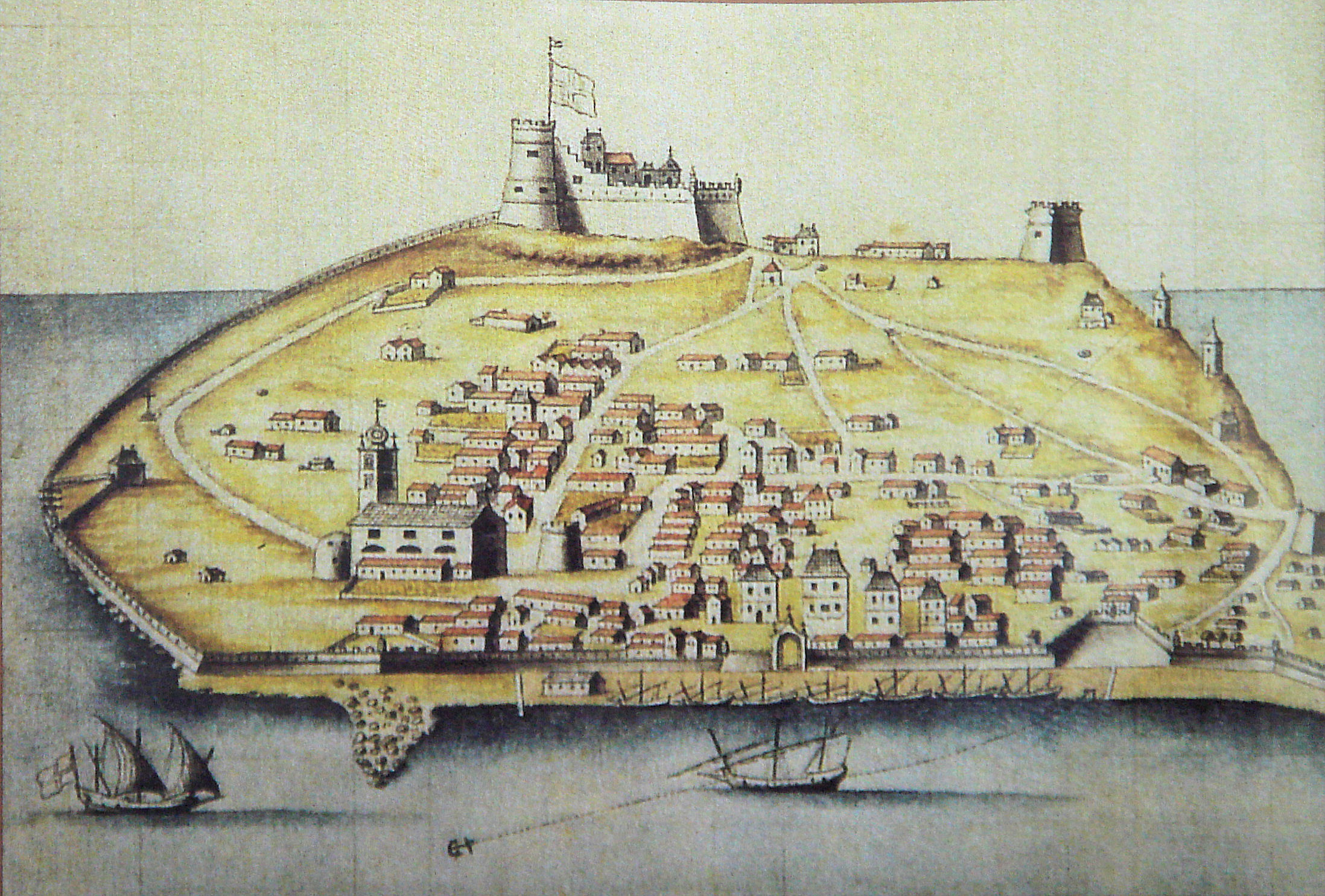
L'isola di Tabarca nel XVII secolo, quando era popolata da liguri. Si noti la bandiera della Repubblica di Genova che sventola sul castello.

Alcuni pescatori di corallo provenienti dalla Liguria, e in particolare dalla cittadina di Pegli, attorno al 1540 colonizzarono Tabarca, piccola isola assegnata dall'imperatore asburgico Carlo V alla famiglia Lomellini.
Qui la comunità prosperò fino ai primi anni del XVII secolo, sviluppando anche un intenso commercio con le popolazioni del retroterra, sfruttando la propria caratteristica di unica enclave europea sulla costa maghrebina. La comunità di Tabarca sviluppò un dialetto proprio dialetto tabarchino, che sopravvive ancora oggi in Sardegna.
Mutate le condizioni politiche in seguito all'accresciuta ingerenza della Francia e all'esigenza della nuova dinastia tunisina degli Husainidi di rafforzare il proprio controllo sul territorio, nel 1738 parte della comunità preferì trasferirsi in Sardegna, sull'isola di San Pietro. Nel 1741 Tabarca fu occupata dal bey di Tunisi, e gli abitanti rimasti divennero schiavi, ma Carlo Emanuele III di Savoia, re di Sardegna, riscattò una parte di questa popolazione, portandola ad accrescere nel 1745 la comunità di Carloforte. Altri tabarchini rimasero schiavi e furono ceduti al bey di Algeri, che a sua volta nel 1769 li affidò dietro pagamento di un riscatto a Carlo III di Spagna, il quale fece da loro popolare l'isola di Nueva Tabarca vicino ad Alicante. Una parte dei tabarchini rimasti a Tunisi in condizione di libertà si trasferirono nel 1770, su invito del maggiorente carlofortino Giovanni Porcile, sull'isola di Sant'Antioco, dove fondarono Calasetta.
Gli ultimi tabarchini rimasti in Tunisia, prevalentemente nei porti di Tunisi, Biserta e Sfax, costituirono un millet riconosciuto dal bey di Tunisi, e come tale godettero di una certa tutela: molti di loro fecero parte dell'amministrazione della Reggenza, soprattutto sotto il regno di Ahmed I, figlio a sua volta di una schiava tabarchina, svolgendo un ruolo attivo nella politica e nell'economia del paese, spesso a diretto contatto con imprenditori liguri quali Giuseppe Raffo e Raffaele Rubattino. L'uso del tabarchino in Tunisia è attestato fino ai primi del XX secolo, quando, con l'instaurazione del protettorato francese, la maggior parte dei tabarchini optò per la naturalizzazione francese. Alcuni divennero cittadini italiani, e finanche parteciparono come "volontari" pro-Italia durante l'occupazione italiana della Tunisia nei primi mesi del 1943. I loro discendenti vivono oggi prevalentemente in Francia ed Italia, anche se ve ne sono alcuni rimasti nell'area di Biserta e nella capitale tunisina.

### XIX secolo
Ai primi del XIX secolo molti esuli italiani si rifugiarono temporaneamente in Tunisia, fra i quali Giuseppe Garibaldi. A partire dall'unità d'Italia si registrò una notevole emigrazione di siciliani in Tunisia, che arrivarono ad essere oltre il 70% della comunità italiana in Tunisia e ne furono la componente europea più numerosa. Con l'instaurazione del protettorato sulla Tunisia da parte della Francia, nel 1881 ed il cosiddetto "schiaffo di Tunisi" (ovvero il venir meno, con il protettorato della Francia, delle speranze italiane nate dagli accordi del 1868 che avevano assicurato al governo italiano l'influenza sul Bey di Tunisi) iniziò un periodo di graduale assimilazione degli italo-tunisini. I francesi consideravano gli italo-tunisini alla stregua di un pericolo per via delle aspirazioni del governo italiano sulla Tunisia.

#### Lo schiaffo di Tunisi
Fu definita lo schiaffo di Tunisi l'umiliazione subita dall'Italia nel 1881 ad opera dei francesi, che stabilirono il protettorato sulla Tunisia, obiettivo delle mire colonialistiche italiane.
L'Italia aveva siglato un trattato con la Tunisia l'8 settembre 1868, per una durata di 28 anni, per regolare il regime delle capitolazioni. L'accordo internazionale confermava i diritti, i privilegi e le immunità già concesse in precedenza ai cittadini di alcuni Stati preunitari italiani. Gli italiani conservavano la loro nazionalità d'origine e non dipendevano che dalla giurisdizione consolare in materia civile, commerciale e giudiziaria, ma non in materia immobiliare, in cui, tuttavia, era riservata al console l'applicazione delle sentenze pronunciate dai tribunali del bey. L'uguaglianza civile assicurava agli italiani la libertà di commercio e un vero e proprio privilegio d'extraterritorialità per i loro stabilimenti. In materia di pesca e di navigazione, beneficiavano dello stesso trattamento dei tunisini. Infine, il bey non poteva modificare i dazi doganali senza consultare preventivamente il governo italiano.

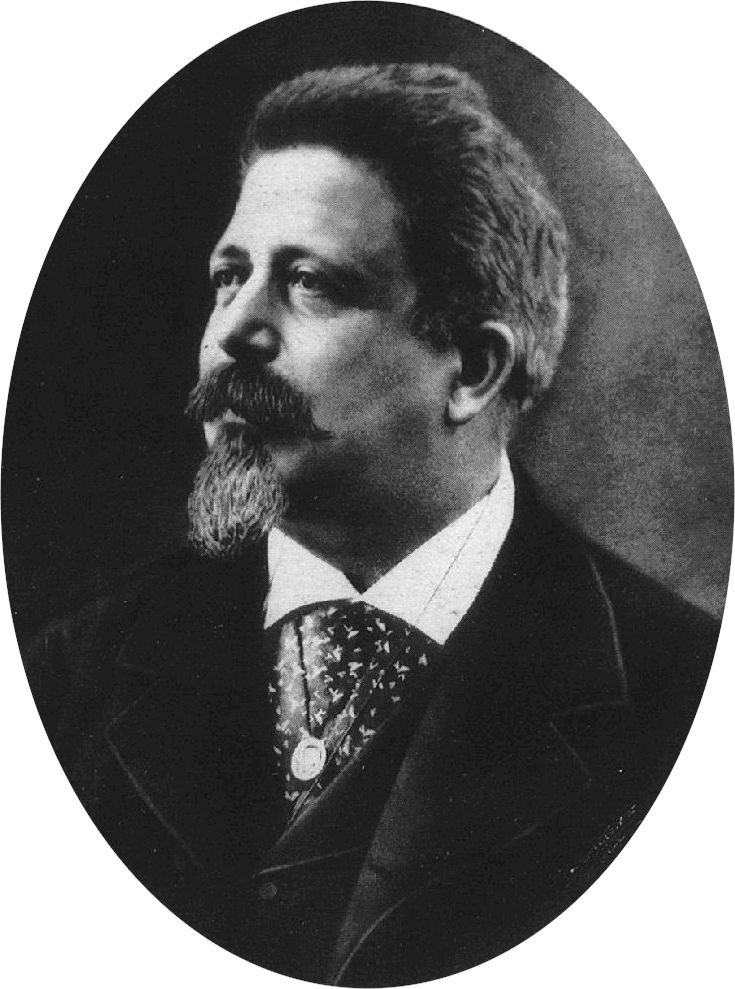
Benedetto Cairoli, il primo ministro che subì lo schiaffo di Tunisi e dovette rassegnare le dimissioni.

Il principale obiettivo di politica estera del secondo governo guidato da Benedetto Cairoli era la colonizzazione della Tunisia, cui ambivano sia la Francia sia l'Italia. Cairoli, e prima di lui Depretis, non ritenne mai di procedere ad un'occupazione, essendo in generale ostile ad una politica militarista; perciò si lasciò sorprendere, l'11 maggio 1881, quando i francesi procedettero all'occupazione della Tunisia: ciò lo indusse a presentare le dimissioni, il successivo 29 maggio 1881, evitando così che la Camera lo censurasse apertamente. 
Il calcolo di Cairoli, fondato sulla possibile opposizione della Gran Bretagna all'allargamento della sfera di influenza francese in Africa del nord, si rivelò inesatto: Londra era ostile al fatto che una sola potenza controllasse per intero il canale di Sicilia e, semmai, era il possesso congiunto di Tunisia e Sicilia che "avrebbe significato una posizione dominante nel mezzo del Mediterraneo", intollerabile per la potenza marinara britannica.
L'instaurazione del protettorato francese sulla Tunisia significò, nei decenni successivi, il lento predominio della comunità francese a scapito di quella italiana.

### XX secolo
La presenza degli italiani nella società tunisina (e nella sua realtà culturale ed economica), all'inizio del XX secolo, era tale che fu scritto che "La Tunisia è una colonia italiana amministrata da funzionari francesi".
Mussolini - per ragioni nazionalistiche - diede un notevole contributo agli italo-tunisini, costruendo scuole ed ospedali e creando banche ed organizzazioni assistenziali per loro. Per converso, l'accordo franco-italiano, firmato a Roma il 7 gennaio 1935, incrementò la presenza degli antifascisti che, sostenuti dalla Concentrazione Antifascista di Parigi, si riunirono intorno alla pubblicazione del periodico L'Italiano di Tunisi (1936-39), organo della Lega Italiana dei Diritti dell'Uomo (LIDU), "unica voce di dissenso nel panorama italo-tunisino prima dell'uscita del Giornale (1939) diretto da G. Amendola". 
Molti italiani di Tunisia, comunque, parteciparono attivamente nelle file del fascismo e, quando le forze dell'Asse occuparono la Tunisia nel novembre 1942, alcuni di loro aderirono alle unità militari combattenti contro gli Alleati. La vittoria alleata in Tunisia nel maggio 1943 segnò l'inizio della scomparsa della comunità italiana: i francesi di de Gaulle subito chiusero tutte le scuole ed i giornali italiani. Negli anni cinquanta gli italo-tunisini risentirono della guerra d'indipendenza dei tunisini contro la Francia e furono costretti all'emigrazione in massa, in una forma simile a quanto avvenne con i francesi d'Algeria (ed in misura minima con gli italo-egiziani).
Nel censimento francese del 1926, nella colonia tunisina vi erano 173.281 europei, dei quali 89.216 erano italiani, 71.020 francesi e 8.396 maltesi. Nel censimento del 1946 gli italiani in Tunisia erano 84.935, in quello del 1959 solo 51.702 e nel 1969 meno di 10.000. Nel 2005 ve ne erano soltanto 3.000, di cui appena 900 discendenti dall'originaria emigrazione ottocentesca, concentrati principalmente nell'area metropolitana di Tunisi.

## La Goletta: una cittadina "italiana" in Tunisia
La cittadina di La Goletta, a dieci chilometri dalla periferia settentrionale di Tunisi, è emblematica della presenza italiana in Tunisia.
La Goletta si sviluppò a partire dalla metà dell'Ottocento come quartiere abusivo della capitale a seguito dell'arrivo, dapprima modesto, di immigrati maltesi e siciliani (in particolare dalle province di Palermo, Trapani ed Agrigento), attirati dalle prospettive di lavoro legate a specifiche attività marinare e portuali. Il suo nome sembra essere dovuto al fatto di trovarsi in una piccola "gola" di fiume, per cui fu chiamata così dai primi italiani che vi si trapiantarono nel primo Ottocento. I francesi, successivamente, ne ufficializzarono il nome in "La Goulette".
A partire dal 1868, anno in cui il Trattato della Goletta incoraggiò l'immigrazione in Tunisia, l'arrivo degli italiani si fece sempre più massiccio, fino ad assumere la portata di autentiche ondate immigratorie che cambiarono la fisionomia della città. In quegli anni l'America era ancora una meta troppo difficile da raggiungere per i siciliani e i maltesi in cerca di fortuna, cosicché il flusso emigratorio si riversò sulla vicina Tunisia. La stragrande maggioranza di questi coloni - che erano braccianti, manovali, minatori e pescatori - giunse alla Goletta in condizioni di sostanziale miseria.
Nel giro di pochi decenni gli italiani si riscattarono dall'indigenza e divennero l'elemento maggioritario in città, dando vita al quartiere della "Piccola Sicilia". Nel contempo venne fondata una camera di commercio (1884), la Banca Siciliana, il quotidiano "L'Unione" ed altri enti culturali ed assistenziali dedicati agli italiani (teatri, cinema, scuole, ospedale). I nuovi venuti vissero comunque pacificamente a lato della popolazione autoctona; le due comunità si amalgamarono anzi parzialmente attraverso matrimoni misti. In questo scenario di vivace cosmopolitismo, furono frequenti le interazioni culturali a livello di abbigliamento, tradizioni e addirittura solennità religiose.
Se gli italiani in Tunisia erano già circa 25.000 nel 1870, in occasione del censimento del 1926 vennero contati in 89.216, di cui migliaia residenti a La Goletta, dove costituivano quasi la metà della popolazione.
| anno                                                                                                | tunisini musulmani | tunisini ebrei | francesi | italiani     | maltesi | totale |
| --------------------------------------------------------------------------------------------------- | ------------------ | -------------- | -------- | ------------ | ------- | ------ |
| 1921                                                                                                | 778                | 1540           | 772      | 2449 (40,8%) | 381     | 5997   |
| 1926                                                                                                | 1998               | 2074           | 1264     | 2921 (33,8%) | 299     | 8653   |
| 1931                                                                                                | 2274               | 843            | 2233     | 3476 (37,5%) | 332     | 9260   |
| 1936                                                                                                | 2343               | 1668           | 2713     | 3801 (35,0%) | 265     | 10 862 |
| Censimenti La Goletta. Fonte: Paul Sebag, Tunis. Histoire d'une ville, ed. L'Harmattan, Parigi 1998 |                    |                |          |              |         |        |

Nel 1964, quando il presidente Habib Bourguiba ordinò il sequestro dei beni degli stranieri in Tunisia, questi ultimi presero la via dell'esilio. Gli italiani della Goletta, non avendo che documenti francesi, non ebbero altra scelta che cercare una nuova vita in Francia, dove andarono ad aggiungersi ai pieds-noirs provenienti dall'Algeria.
Le poche vestigia del passato italiano della Goletta sono la chiesa cattolica, alcune case con fregi liberty ed alcune frasi in lingua siciliana rimaste nella memoria dei tunisini più anziani. A mantenere un legame con la terra natia di molti esuli è il "Corriere di Tunisi", un periodico quindicinale nato nel 1956 e diffuso oltremare presso la diaspora della Goletta.
La più celebre figlia della Goletta è l'attrice Claudia Cardinale, che prese la strada del successo dopo essere stata eletta nel 1957 la più bella italiana di Tunisi.

## Retaggio italiano
La presenza italiana in Tunisia ha lasciato numerose tracce, dalla costruzione di strade ed edifici fino alla letteratura, industria, commercio e finanche alla gastronomia. Cittadine come La Goletta, vicino a Tunisi, sono state praticamente costruite dagli italo-tunisini (in questa cittadina è nata Claudia Cardinale nel 1938). A Tunisi e Biserta vi sono ancora oggi "quartieri siciliani". Infine numerosi italiani hanno scelto la Tunisia come seconda terra d'elezione, per impiantarvi nuove attività industriali o come meta turistica. Rinomata è la presenza italiana nella città di Hammamet, a 50 km dalla capitale; fino dagli anni '70 nella località balneare vi sono le dimore del regista teatrale Giuseppe Patroni Griffi e di Bettino Craxi, già Presidente del Consiglio dei Ministri, che finì gli ultimi anni della sua vita nella sua dimora tunisina ed è seppellito nel cimitero cristiano della città, oggi visitatissimo grazie alla sua presenza.
Anche la lingua locale arabo tunisino ha molti vocaboli presi dall'italiano (e dal siciliano).